# Neudrossenfeld

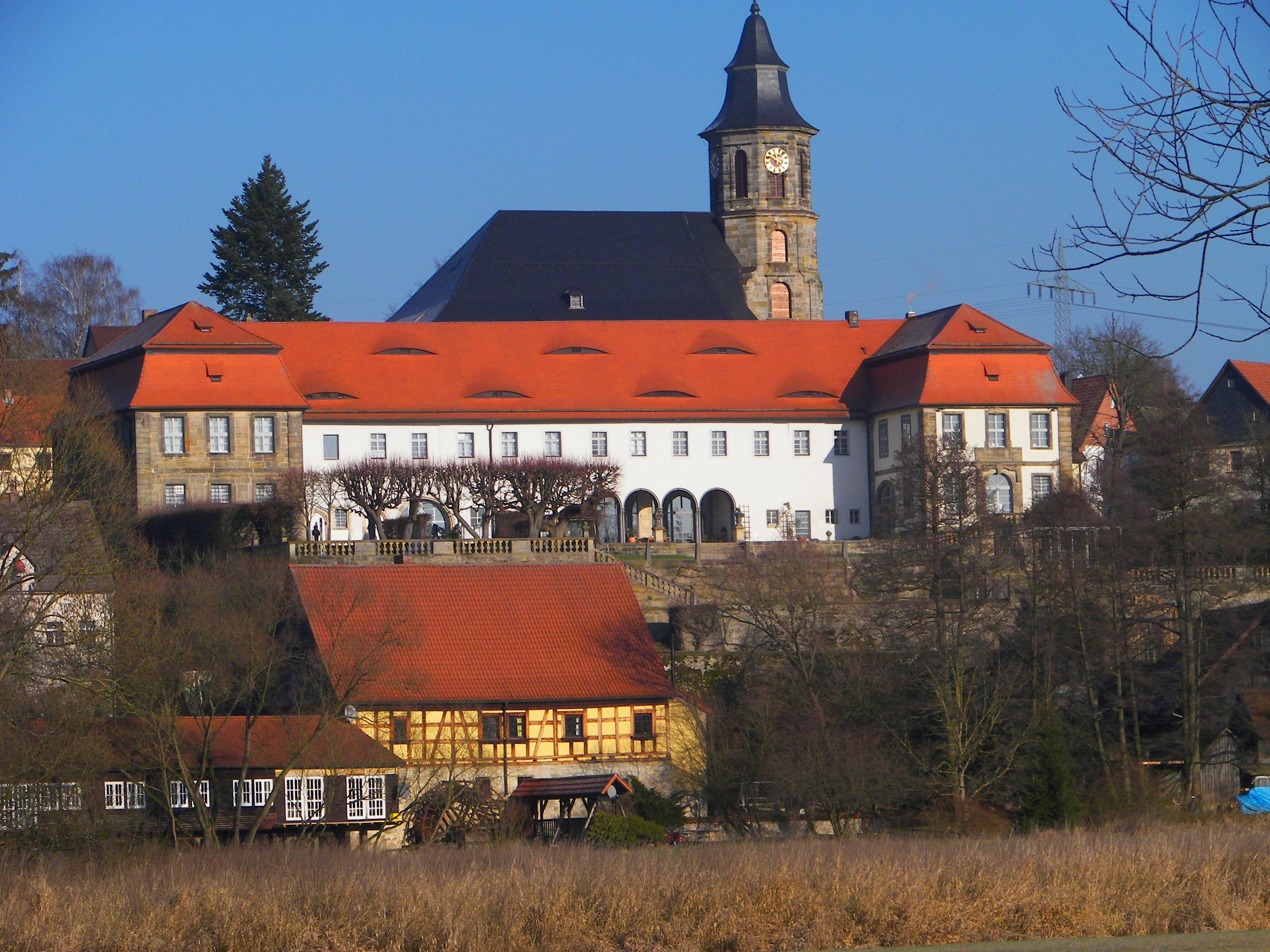
Kerk, burcht en watermolen

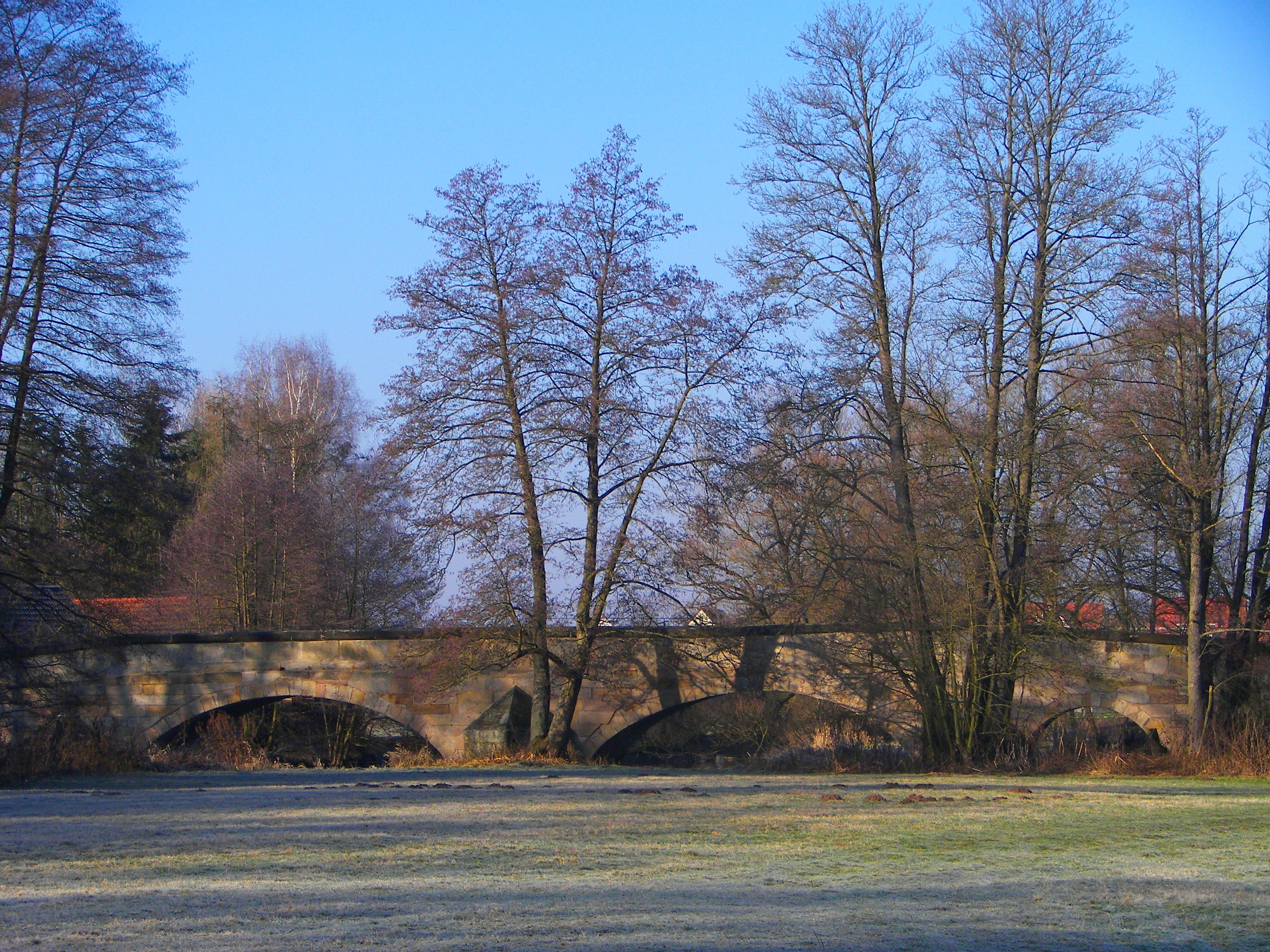
Brug over de Main

Neudrossenfeld is een gemeente in de Duitse deelstaat Beieren, en maakt deel uit van het Landkreis Kulmbach.
Neudrossenfeld telt 3.738 inwoners.
Grafengehaig ·
Guttenberg ·
Harsdorf ·
Himmelkron ·
Kasendorf ·
Ködnitz ·
Kulmbach ·
Kupferberg ·
Ludwigschorgast ·
Mainleus ·
Marktleugast ·
Marktschorgast ·
Neudrossenfeld ·
Neuenmarkt ·
Presseck ·
Rugendorf ·
Stadtsteinach ·
Thurnau ·
Trebgast ·
Untersteinach ·
Wirsberg ·
Wonsees